# Shiraoka
Shiraoka (白岡市, Shiraoka-shi) est une ville située dans la préfecture de Saitama, au Japon.

## Géographie

### Situation
Shiraoka est située dans l'est de la préfecture de Saitama, à environ 40 km du centre de Tokyo.

### Démographie
En 2011, la population de la ville de Shiraoka était de 50 828 habitants répartis sur une superficie de 24,88 km2. Au 1er septembre 2022, elle était de 76 414 habitants.

### Climat
Shiraoka a un climat subtropical humide caractérisé par des étés chauds et des hivers frais avec peu ou pas de chutes de neige. La température moyenne annuelle à Shiraoka est de 14,7 °C. La pluviométrie annuelle moyenne est de 1 352 mm, septembre étant le mois le plus humide.

## Histoire
Le bourg de Shiraoka a été créé le 1er septembre 1965 de la fusion des anciens villages de Shinozu, Hikachi et d'une partie d'Oyama. Shiraoka obtient le statut de ville en 2012.

## Transports
Shiraoka est desservie par la ligne Utsunomiya de la JR East.